# Aenianészek
Az aenianészek ókori görög néptörzs, amely a mürmidónokkal és a phthioszbéli akhaeuszokkal közeli rokonságban állt. Eleinte Thesszália belsejében éltek, ahonnan később az északról beözönlő törzsek elől menekülni kényszerültek, egyik részük Epirusz, másik, nagyobb részük pedig dél felé vonult, s a Sperchius folyó felső völgyét hódította meg. Itt önálló államot alapítottak. Országuk legjelentősebb városa Hüpaté volt, amelynek számos romja maradt fenn a mai Neapatra mellett.